# Света Луција на Светском првенству у атлетици у дворани 2012.
Света Луција је четврти пут учествовала на Светском првенству у атлетици у дворани 2012. одржаном у Истанбулу од 9. до 11. марта. Репрезентацију Свете Луције представљала је једна такмичарка, која се такмичила у скоку увис.
Света Луција није освојила ниједну медаљу а постигнут је најбољи лични резултат  сезоне.

## Учесници
Жене:
- Леверн Спенсер — Скок увис

## Резултати

### Жене
| Атлетичарка    | Дисциплина | Лични рекорд | Квалификације | Квалификације | Финале                | Финале       | Детаљи |
| Атлетичарка    | Дисциплина | Лични рекорд | Резултат      | Место         | Резултат              | Место        | Детаљи |
| -------------- | ---------- | ------------ | ------------- | ------------- | --------------------- | ------------ | ------ |
| Леверн Спенсер | Скок увис  | 1,92 НР      | 1,88 ЛРС      | 15            | Није се квалификовала | 15 / 18 (21) |        |